# T5 (Стамбульський трамвай)
Трамвайна лінія T5 Еміньоню–Алібейкьой (тур. T5 Eminönü–Alibeyköy tramvay hattı) — трамвайний маршрут, що прокладено вздовж берегу Золотого Рогу європейською частиною Стамбулу, Туреччина.
Будівництво лінії було розпочато у 2016 році. Першу чергу, що має 12 зупинок між Джібалі та автостанцією Алібейкьой завдовжки 8,8 км було офіційно відкрито 1 січня 2021 року і розширення до Еміненю було офіційно відкрито 30 серпня 2023 року.
Лінія має довжину 10,1 км з 14 станціями по 60 м завдовжки кожна. 

30 трамваїв щоденно перевозять до 114 тисяч пасажирів. 
Його маршрут переважно прокладено вздовж західного узбережжя Золотого Рогу, колії прокладено вздовж наявної вулиці. 
Місцями, трамвай проходить над водою на палях. Повний час проїзду складає 35 хвилин. Маршрут електрифіковано контактною рейкою, що розташована між коліями аби уникнути візуального забруднення, що відрізняє цей маршрут від інших у Стамбулі, що обладнані звичайними контактними дротами.

## Зупинки та пересадки
На маршруті є 14 зупинок та пересадок на інші маршрути:
| No | Зупинка                    | Район     | Пересадка | Примітки |
| -- | -------------------------- | --------- | --- | --- |
| 1  | Еміненю                    | Фатіх     | ・(пором Еміненю) İETT Bus: 26, 26A, 28, 28T, 30D, 31E, 32, 33, 33B, 33ES, 33TE, 33Y, 35, 36KE, 38E, 44B, 46Ç, 47E, 47N, 50E, 50P, 54E, 54TE, 66, 70D, 70FE, 70KE, 74, 74A, 77Ç, 78, 78H, 79E, 79GE, 80, 82, 90, 92, 92C, 93, 97A, 97GE, 99A, 146B, 336, 336E, BN1, EM1, EM2 | Єгипетський базар・Галатський міст・Нова мечеть                                                                                |
| 2  | Кючюкпазар                 | Фатіх     | Єнікапи–Хаджиосман İETT Bus: 26, 26A, 28, 28T, 30D, 31E, 32, 33, 33B, 33ES, 33TE, 33Y, 35, 36KE, 38E, 46Ç, 47E, 47K, 50E, 50P, 54E, 54TE, 66, 70D, 70FE, 70KE, 74, 74A, 77Ç, 78, 78H, 79E, 79GE, 80, 82, 90, 92, 92C, 93, 97A, 97GE, 99A, BN1, EM1, EM2                      | Міст Золотий Ріг |
| 3  | Джібалі                    | Фатіх     | Університет Кадір Хас кампус Джібалі İETT Bus: 33ES, 55T, 99A | |
| 4  | Фенер                      | Фатіх     | (пором Фенер) İETT Bus: 33ES, 35D, 55T, 99A | Мечеть Явуз Султан Селім |
| 5  | Балат                      | Фатіх     | (пором Балат) İETT Bus: 33ES, 35D, 55T, 99A | |
| 6  | Айвансарай                 | Фатіх     | (пором Айвансарай) İETT Bus: 33ES, 55T, 99A | Приблизно 1 км від зупинки метробуса Айвансарай. Є крокова доступність і є можливість пересадки між станціями.                 |
| 7  | Фесхане                    | Еюпсултан | (пором Еюпсултан) İETT Bus: 37M, 39, 39A, 39D, 39O, 39Y, 48A, 50B, 50K, 50V, 50Y, 55, 55T, 86V, 94Y | Мечеть Султана Еюпа・Артістанбул Фесхане・Мечеть Зал Махмуд-паші                                                               |
| 8  | Канатна дорога Еюпсултан   | Еюпсултан | (Еюп (канатна дорога)) İETT Bus: 37M, 39, 39A, 39D, 39O, 39Y, 48A, 50B, 50K, 50V, 50Y, 86V, 94Y | Мечеть Султана Еюпа ・Цвинтар Еюпсултан・П'єр Лоті                                                                             |
| 9  | Державна лікарня Еюпсултан | Еюпсултан | İETT Bus: 37M, 39, 39A, 39D, 39O, 39Y, 48A, 50B, 50K, 50V, 50Y, 94Y | Державна лікарня Еюпсултан |
| 10 | Мікрорайон Сіляхтарага     | Еюпсултан | İETT Bus: 37T, 38G, 39, 39A, 39D, 39O, 39Y, 48A, 50B, 50K, 50V, 50Y, 55B, 55Y, 94Y | СантральІстанбул・Університет Істанбул-Білгі кампус Сантралістанбул・Нова мечеть Сіляхтарага                                   |
| 11 | Університет                | Еюпсултан | İETT Bus: 37T, 38G, 39, 39A, 39D, 39O, 39Y, 48A, 50B, 50K, 50V, 50Y, 55B, 55Y, 94Y | Університет фонду Безміалем кампус Еюпсултан・Центральна мечеть Сіляхтарага・Університет Істанбул-Білгі Сантралістанбул кампус |
| 12 | Центр Алібейкьой           | Еюпсултан | İETT Bus: 36T, 37T, 38G, 38KT, 38M, 38T, 39, 39A, 39D, 39O, 39Y, 47E, 47N, 48A, 49, 49A, 49G, 49GB, 49K, 49T, 49Y, 50A, 50B, 50C, 50D, 50E, 50K, 50L, 50N, 50S, 50T, 50V, 50Y, 55B, 55Y, 94Y                                                                                 | мечеть Алібейкьой |
| 13 | Алібейкьой                 | Еюпсултан | Алібейкьой İETT Bus: 47N, 48A, 49GB, 50A, 50B, 50C, 50D, 50E, 50G, 50K, 50L, 50N, 50S, 50T, 50V, 50Y, TM1, TM2, TM3, TM5, TM6, TM7, TM8, TM9, TM10, TM11, TM12 | |
| 14 | Автовокзал Алібейкьой      | Еюпсултан | İETT Bus: 47F, 47L, 47N, 49B, 49Z, TM5 | Автовокзал Алібейкьой・5. Левент                                                                                               |